# Hristo Iliev (jugador de voleibol)
Hristo Iliev   (Troian, 7 de novembre de 1951) és un jugador de voleibol búlgar, ja retirat, que va competir durant les dècades de 1970 i 1980.
El 1980 va prendre part en els Jocs Olímpics d'Estiu de Moscou, on guanyà la medalla de plata en la competició de voleibol. A nivell de clubs jugà al Levski Sofia, equips d'Itàlia, Turquia, els Emirats Àrabs Units, França i l'Índia.
Una vegada retirat va exercir d'entrenador en diferents clubs búlgars, així com també de la selecció nacional búlgara.